# Stopplaats Twekkelo
Stopplaats Twekkelo was een stopplaats aan de voormalige spoorlijn Doetinchem - Hengelo GOLS tussen Boekelo en Hengelo. De stopplaats van Twekkelo was geopend van 1 juni 1887 tot 15 mei 1936.